# Robert Emmett Lee
Robert Emmett Lee (* 12. Oktober 1868 in Pottsville, Schuylkill County, Pennsylvania; † 19. November 1916 ebenda) war ein US-amerikanischer Politiker. Zwischen 1911 und 1915 vertrat er den Bundesstaat Pennsylvania im US-Repräsentantenhaus.

## Werdegang
Robert Lee besuchte die öffentlichen Schulen seiner Heimat und absolvierte danach eine Lehre als Schmied. Später arbeitete er in Pottsville im Handel. Gleichzeitig schlug er als Mitglied der Demokratischen Partei eine politische Laufbahn ein. Im Jahr 1905 war er Bezirkskämmerer. 1908 kandidierte er noch erfolglos für den Kongress. Bei den Kongresswahlen des Jahres 1910 wurde er dann aber im zwölften Wahlbezirk von Pennsylvania in das US-Repräsentantenhaus in Washington, D.C. gewählt, wo er am 4. März 1911 die Nachfolge des Republikaners Alfred Buckwalter Garner antrat.
Nach einer Wiederwahl konnte Lee dort bis zum 3. März 1915 zwei Legislaturperioden absolvieren. Während dieser Zeit war er Vorsitzender des Committee on Mileage. Außerdem wurden der 16. und der 17. Verfassungszusatz ratifiziert. In den Jahren 1914 und 1916 bewarb sich Robert Lee erfolglos um seinen Verbleib im bzw. seine Rückkehr in den Kongress. Nach seiner Zeit im US-Repräsentantenhaus nahm er seine früheren Tätigkeiten wieder auf. Er starb am 19. November 1916 in Pottsville.